# Mesochorus rubeculus
Mesochorus rubeculus là một loài tò vò trong họ Ichneumonidae.